# Joe Norton
Joseph Patrick "Joe" Norton (juli 1890 – 1963) var en engelsk fodboldspiller. Hans primære position på banen var som angriber. Han var født i Stoney Stanton, Leicestershire. Han spillede blandt andet for Leicester City, Manchester United og Bristol Rovers.